# Borgia (serial)

Borgia este un serial TV din anul 2010, o coproducție internațională (franco-germano-ceho-austriacă), care a fost finanțată și de postul de televiziune german ZDF și cel austriac ORF. În centrul acțiunii filmului se află familia Borgia cu reprezentatul principal Rodrigo Borgia, care este ales în 1492 ca papă, sub numele de Papa Alexandru al VI-lea , rolul lui fiind jucat de John Doman. Un serial cu o temă asemănătoare The Borgias au produs și studiourile televiziunii americane, rolul principal fiind jucat de Jeremy Irons.

## Acțiune
În vara anului 1492 moare Papa Inocențiu al VIII-lea. Mulți dintre cardinali râvnesc să ajungă pe Sfântul Scaun. Însă cardinalul spaniol Rodrigo Borgia reușește prin corupție să fie ales ca papă. Noul pontif corupt, care pentru a-și atinge scopul, de a aduce  copiii lui Cesare, Juan și Lucreția în Vatican  și a-i pune în funcții însemnate, este în stare de: crimă, viol, incest, sau căsătoria forțată a fiicei sale.

## Distribuție

### Personaje principale

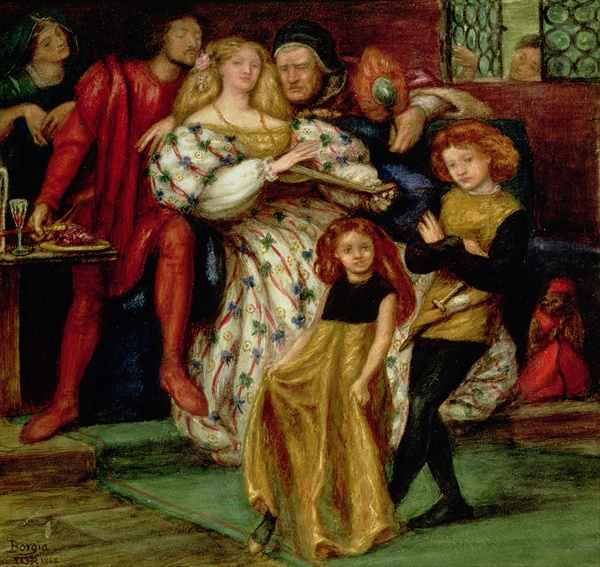
Familie Borgia, pictura lui Dante Gabriel Rossetti

| Personaj              | Actor          | Voce sincron      |
| --------------------- | -------------- | ----------------- |
| Rodrigo Borgia        | John Doman     | Eberhard Haar     |
| Cesare Borgia         | Mark Ryder     | Tim Knauer        |
| Juan Borgia           | Stanley Weber  | Tommy Morgenstern |
| Lucreția Borgia       | Isolda Dychauk | Isolda Dychauk    |
| Giulia Farnese        | Marta Gastini  | Manja Doering     |
| Vannozza de’ Cattanei | Assumpta Serna | Isabella Grothe   |